# Server de acces la rețea
Serverul de acces la retea (în engleză: Network Access Server, NAS) este un punct de intrare, care permite utilizatorilor sau clienților să acceseze la rețea.

## Descriere
Centrale dial-in și dial-out comunicațiilor. Un server de acces poate avea un amestec de interfețe analogice și digitale și sute de utilizatori support simultan.
Procesorul de comunicații care conectează dispozitive asincrone la o rețea LAN sau WAN prin rețea și software de emulare în terminal. Efectuează atât prin rutare sincronă și asincronă de protocoale suportate. Uneori numit un server de acces la rețea (NAS).
NAS este menit să acționeze ca un  poartă pentru a proteja accesul la o resursă protejată. Acest lucru poate fi orice, de la un telefon  rețea, pentru  imprimante, la Internet.
 Clientul se conectează la NAS. NAS-ul apoi se conectează la o altă resursă și întreabă dacă scrisorile de acreditare furnizate de client sunt valabile. Pe baza acestui răspuns NAS-ul, permite sau nu accesul la resursele protejate.

## Exemple
Iată câteva exemple:
- Un furnizor de servicii Internet , care oferă acces la rețeaua comună prin modem sau dispozitive modem, cum ar fi (fie ea PSTN, DSL,  fir sau GPRS / UMTS) poate avea una sau mai multe NAS (server de acces la rețea) dispozitivele care accepta  PPP, PPPoE sau PPTP conexiuni, verificarea prerogativelor și înregistrarea datelor contabile prin back-end [[]] RADIUS servere, și acces, permițând utilizatorilor prin acea conexiune.

- O utilizare proba este captive portal mecanismului utilizat de mai multi furnizori WiFi: un utilizator dorește să acceseze internetul și sa deschida  browserul. NAS detectează că utilizatorul nu este în prezent autorizat să aibă acces la Internet, astfel încât NAS solicită utilizatorului pentru numele de utilizator și parola. Utilizatorul le furnizează și le trimite înapoi la NAS. NAS-ul apoi utilizează protocolul RADIUS pentru a se conecta la un  AAA server și trece pe nume de utilizator și parola. RADIUS server caută prin intermediul resurselor sale și constată că acreditările sunt valabile și anunță că aceasta ar trebui să acorde acces la NAS. NAS-ul acordă atunci accesul utilizatorului la Internet.

- O altă utilizare a unui NAS ar putea fi în VoIP. Cu toate acestea, în loc de a folosi un nume de utilizator și o parolă, de multe ori pentru este utilizatnumărul de telefon sau Adresa IP. În cazul în care numărul de telefon este un client valabil atunci apelul poate fi completat. Altele ar putea fi utilizate în cazul în care numărul de telefon aveți  la distanță sau în cazul în care accesul la  cardul de telefon mai are de minute ramase.

## Protocoale asociate
Deși nu este necesar, Nas-urile sunt folosite aproape exclusiv cu  autentificare, autorizare și contabilitate (AAA) servere. Protocoalelor AAA disponibile, RADIUS Tinde sa fie cele mai des utilizate. Diametrul extinde RADIUS servicii bazate pe protocol prin furnizarea de manipulare de eroare și de comunicare inter-domeniu. Acest protocol este folosit în rețele precum subsistemul multimedia IP (IMS).

## Vezi și
- Terminal server

## Legături externe
- RFC 2881 Network Access Server Requirements Next Generation (NASREQNG) NAS Model
- RFC 3169 Criteria for Evaluating Network Access Server Protocols